# Jean-Baptiste Auriol
Jean-Baptiste Auriol (Tolosa, 11 agosto 1806 – 29 agosto 1881) è stato un circense francese, considerato da tutti gli storici il più straordinario clown dell'Ottocento..

## Biografia

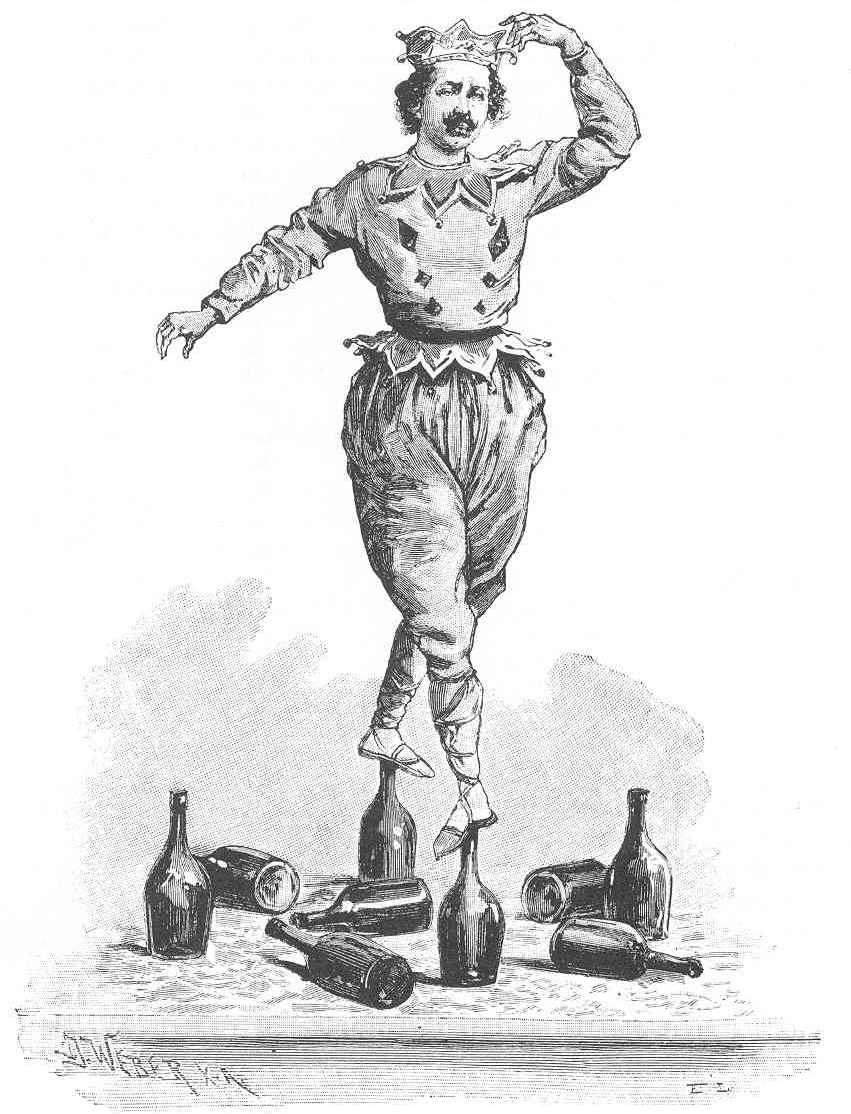
Jean-Baptiste Auriol

Jean-Baptiste Auriol nacque a Tolosa l'11 agosto 1806, in una famiglia di circensi, il padre fu dapprima il clown Sauteur e poi direttore del Théâtre du Capitole e sua madre una cavallerizza.
Auriol si formò sin da giovane come acrobata, indossando l'abito da Arlecchino e una maschera comica, dimostrandosi abile come equilibrista, acrobata, saltatore, giocoliere e danzatore sulle corde.
Auriol incominciò a lavorare nella compagnia di suo padre Louis Auriol, prima di trasferirsi nella compagnia di Jean-Baptiste Loisset, in tournée negli stati germanici, mettendosi in evidenza per la destrezza e agilità.
Tra i suoi esercizi più apprezzati vi sono il ballo con grazia e la passeggiata sulle bottiglie poste su un piedistallo senza farle cadere, stare in piedi in equilibrio complicato sulle sedie, trampoli o una stampella, o le gambe in aria sopra una piramide di bottiglie, il doppio salto mortale senza slancio, il salto di otto cavalli.
Auriol oltre alle capriole, saltava attraverso un cerchio avvolto in tubi, poi decollava su un trampolino e saltava sopra una linea di baionette a granata. Infine, in piedi su un cavallo al galoppo, si destreggiava con ciotole di rame o grandi ciotole di porcellana, con capriola compresa.
Auriol suscitò nel pubblico sorpresa, sorrisi e infine risate grazie al suo entusiasmo e al contrasto tra la difficoltà dei suoi esercizi e la sua disinvolta casualità.
Dopo il Cirque Olympique des Franconi, Auriol lavorò con il Cirque des Champs-Elysees diretto da Louis Dejean, il più grande direttore circense francese del XIX secolo, che assumerà la denominazione di Circo Nazionale degli Champs Elysées sotto Luigi Filippo di Francia, di Circo Nazionale di Parigi dal 1848 al 1852, e di Circo dell'Imperatrice sotto Napoleone III di Francia. Più tardi, riprenderà il suo nome dopo la guerra franco-prussiana.
Auriol ricevette consensi dalla stampa e un giornalista gli dedicò questo aforisma: « Cosa è più leggero della piuma? La polvere. Cosa è più leggero della polvere? Il vento. Cos'è più leggero del vento? Auriol! ».
Negli anni seguenti Auriol effettuò tournée nelle capitali europee, Madrid, Berlino, Barcellona, Londra e Bruxelles, per poi ritornare a Parigi.
Soprannominato "l'uomo uccello" o "l'uomo scoiattolo", in riferimento alla sua agilità e il suo buonumore, Jean-Baptiste Auriol è considerato da tutti gli storici il più straordinario clown dell'Ottocento.